# Congo nos Jogos Olímpicos de Verão de 1996
O Congo mandou 5 competidores para os Jogos Olímpicos de Verão de 1996, em Atlanta, nos Estados Unidos. A delegação não conquistou medalhas.

## Desempenho

### Atletismo
Masculino
| Atleta      | Evento              | Eliminatórias | Eliminatórias | Quartas-de-final | Quartas-de-final | Semifinais  | Semifinais  | Final       | Final       |
| Atleta      | Evento              | Res.          | Pos.          | Res.             | Pos.             | Res.        | Pos.        | Res.        | Pos.        |
| ----------- | ------------------- | ------------- | ------------- | ---------------- | ---------------- | ----------- | ----------- | ----------- | ----------- |
| Hakim Mazou | 110 m com barreiras | 14.52         | 8º/bat. 6     | Não avançou      | Não avançou      | Não avançou | Não avançou | Não avançou | Não avançou |

Feminino
| Atleta         | Evento | Eliminatórias | Eliminatórias | Quartas-de-final | Quartas-de-final | Semifinais  | Semifinais  | Final       | Final       |
| Atleta         | Evento | Res.          | Pos.          | Res.             | Pos.             | Res.        | Pos.        | Res.        | Pos.        |
| -------------- | ------ | ------------- | ------------- | ---------------- | ---------------- | ----------- | ----------- | ----------- | ----------- |
| Léontine Tsiba | 800 m  | 2:08.58       | 6º/bat. 1     |                  |                  | Não avançou | Não avançou | Não avançou | Não avançou |

### Judô
Masculino
| Atleta        | Categoria | Pos. |
| ------------- | --------- | ---- |
| Abel Ndenguet | -86 kg    | =21º |

### Natação
Masculino
| Atleta       | Evento     | Eliminatórias | Eliminatórias | Final       | Final       |
| Atleta       | Evento     | Res.          | Pos.          | Res.        | Pos.        |
| ------------ | ---------- | ------------- | ------------- | ----------- | ----------- |
| René Makosso | 50 m livre | 30.00         | 62º           | Não avançou | Não avançou |

Feminino
| Atleta        | Evento     | Eliminatórias | Eliminatórias | Final       | Final       |
| Atleta        | Evento     | Res.          | Pos.          | Res.        | Pos.        |
| ------------- | ---------- | ------------- | ------------- | ----------- | ----------- |
| Monika Bakale | 50 m livre | 34.43         | 54º           | Não avançou | Não avançou |

Legenda
| Recorde mundial      | Recorde mundial (World record)               |                       | Recorde africano                      | Recorde africano (African) |                                           | Q | Classificado por posição (Qualified) |
| Recorde olímpico     | Recorde olímpico (Olympic record)            | Recorde da América    | Recorde da América (Americas)         | q                          | Classificado por melhor tempo (Qualified) |   |                                      |
| Melhor marca do ano  | Melhor marca do ano (World leading)          | Recorde asiático      | Recorde asiático (Asian)              | DNS                        | Não largou (Did not start)                |   |                                      |
| Recorde nacional     | Recorde nacional (National record)           | Recorde europeu       | Recorde europeu (European)            | DNF                        | Não terminou (Did not finish)             |   |                                      |
| Recorde pessoal      | Recorde pessoal do atleta (Personal best)    | Recorde da Oceania    | Recorde da Oceania (Oceania)          | DSQ / DQ                   | Desclassificado (Disqualified)            |   |                                      |
| Recorde da temporada | Recorde da temporada do atleta (Season best) | Recorde sul-americano | Recorde sul-americano (South America) | NM                         | Sem marca (No mark)                       |   |                                      |